# Manny Villar
Manuel Bamba Villar Jr., detto Manny (Tondo, 13 dicembre 1949), è un imprenditore e politico filippino. È stato membro del Senato delle Filippine dal 2001 al 2013 ed è presidente del Partito Nazionalista dal 2003.
Nacque da una povera famiglia a Tondo, uno dei quartieri più miseri e popolati di Manila. Dopo aver frequentato l'Università delle Filippine iniziò a lavorare come ragioniere e poi come analista finanziario, prima di lanciare un business di grande successo nel settore immobiliare. Le sue imprese hanno costruito oltre 200.000 abitazioni, rendendolo uno degli uomini più ricchi del proprio paese.
Iniziò la propria carriera politica nel 1992 come rappresentante del distretto legislativo di Las Piñas, divenuto sin da allora la roccaforte della dinastia politica dei Villar. Al contempo divenne lo speaker della camera dei rappresentanti e presiedette l'impeachment nei confronti del Capo di Stato Joseph Estrada nel 2000. L'anno seguente fu eletto nel Senato, divenendone il Presidente dal 2006 al 2008. Successivamente rappresentò il Partito Nazionalista alle elezioni presidenziali del 2010, dove fu sconfitto da Benigno Aquino III.